# Station Trento
Station Trento is het grootste spoorwegstation van de stad Trente (Italië) en ligt aan de Brennerspoorlijn. In dit station vertrekt ook de spoorlijn Trente-Venetië. Het station werd geopend op 23 maart 1859.